# Diphasiastrum multispicatum
Diphasiastrum multispicatum är en lummerväxtart som först beskrevs av J. H. Wilce, och fick sitt nu gällande namn av Josef Holub. Diphasiastrum multispicatum ingår i släktet Diphasiastrum och familjen lummerväxter. Inga underarter finns listade i Catalogue of Life.